# Jicchak Arci
Jicchak Arci (hebr.: יצחק ארצי, ang.: Yitzhak Artzi, ur. 14 listopada 1920 w Serecie, zm. 18 września 2003) – izraelski prawnik, samorządowiec i polityk, w latach 1984–1988 poseł do Knesetu.

## Życiorys
Urodził się 14 listopada 1920 w Serecie, w ówczesnym Królestwie Rumunii. W tym kraju ukończył szkołę średnią, a następnie Żydowski College w Bukareszcie. W 1947 wyemigrował do stanowiącej brytyjski mandat Palestyny. Ukończył studia prawnicze i ekonomiczne na Uniwersytecie Telawiwskim. Pracował w zawodzie prawnika.
W latach 1974–1983 był zastępcą burmistrza Tel Awiwu. W wyborach parlamentarnych w 1984 dostał się do izraelskiego parlamentu z listy Koalicji Pracy. W jedenastym Knesecie zasiadał w komisjach absorpcji imigrantów; spraw gospodarczych; budownictwa; finansów oraz konstytucyjnej, prawa i sprawiedliwości. 15 marca 1988 opuścił macierzystą frakcję i dołączył do Szinui. W wyborach w 1988 utracił miejsce w parlamencie.
Zmarł 18 września 2003.